# REVERBEE
REVERBEE（リバービー）は、関西出身の2人組ミクスチャー・ロックユニット。

## 来歴・人物
- 2017年6月17日 改名後初となるライブGirl's UP!!! vol.201に出演
- 2020年4月1日 配信シングル「Satisfaction」でメジャー・デビュー[1]

## メンバー

### MiYU Fine（ミユフィーヌ）
- 生年月日：2003年8月30日
- 血液型：O型
- 出身地：兵庫県
- パート：Vo.
- 好きなアーティスト：デュア・リパ / ビリー・アイリッシュ / ビースティ・ボーイズ / ブリトニー・スピアーズ / 三浦大知 / BLACKPINK

### HiYO Ribery（ヒヨリベリー）
- 生年月日：2003年4月5日
- 出身地：大阪府
- パート：Vo.&Eg
- 好きなアーティスト：ASIAN KUNG-FU GENERATION / マイ・ケミカル・ロマンス / Hi-STANDARD / アヴリル・ラヴィーン / 椎名林檎 / ビースティ・ボーイズ / パニック!アット・ザ・ディスコ / グリーン・デイ

## ディスコグラフィー

### シングル
| 発売日        | タイトル        | 規格品番               |
| ------------- | --------------- | ---------------------- |
| 2017年10月1日 | ZERO            | SLRL-10030(TGCS-10328) |
| 2019年8月21日 | iScream / HURRY | 配信限定シングル       |
| 2020年4月1日  | Satisfaction    | 配信限定シングル       |

## ライブ
・Girl's UP!!! vol.201

## 出演

### テレビ
- 西川貴教の僕らの音楽（2018年11月22日 フジテレビNEXT）
- GIRLS’FACTORY NEXT DAY3

### イベント
- ももいろクリスマス 2017
- GIRLS’FACTORY
- MomocloMania2018 –Road to 2020–
- 愛い妹の為に一肌脱いでやろうじゃNIGHT
- DOGIMAZUN 2019〜Halloween Night Special!!〜